# Copón

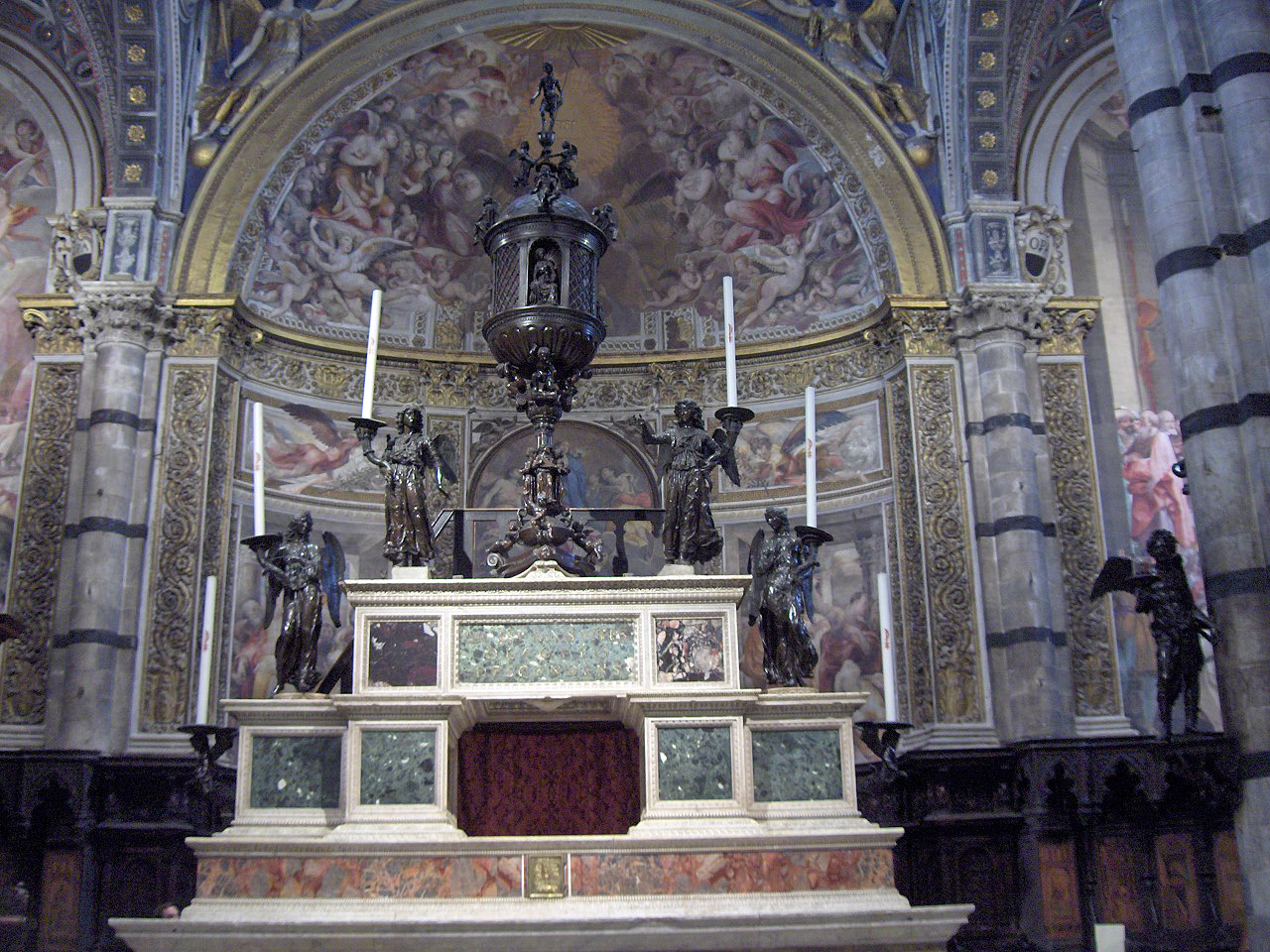
Copón en la catedral de Siena por Lorenzo di Pietro (1472).

El copón o ciborio es un recipiente metálico destinado a reservar y distribuir la Eucaristía en las iglesias.
Generalmente tiene la forma de copa (copón). El tipo más antiguo de los que hoy se conocen parece ser el de la paloma (columba eucharística) que se suspendía del baldaquino o se apoyaba sobre una placa y así llegó a usarse hasta ya entrada la época gótica (en el monasterio de Santo Domingo de Silos se conserva una del siglo XIII). Pero también se usaron desde el siglo V al X unas cajitas cilíndricas de marfil o de metal llamadas turres. Desde el siglo XI se adoptó más comúnmente la píxide cilíndrica o prismática con cubierta cónica o piramidal respectivamente, ya sin pie, ya montada sobre un soporte como los cálices, y desde el siglo XVI tiene la forma globosa, propia de los actuales copones. Para administrar el Sanguis (la Sangre de Cristo), cuando estaba admitida esta práctica de manera usual, se usaban en la Iglesia de Occidente unos tubitos de oro, plata o estaño, llamados cálamus, phístula o siphon y en la de Oriente, una cucharilla con la que se daba una partícula de la hostia humedecida en el Sanguis. 

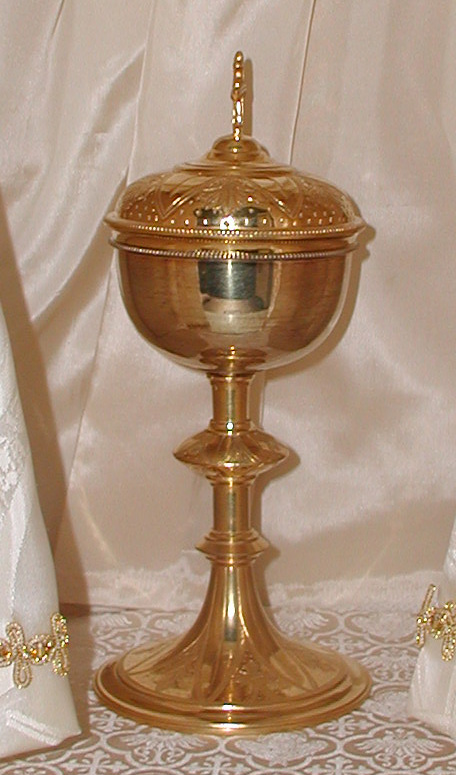
Copón Dorado Clásico